# 콜로라도 주의회

콜로라도 주의회(Colorado General Assembly)는 콜로라도주의 주의회이다. 1876년 주 헌법에 의해 창설된 상원과 하원으로 구성된 양원제 입법부이다. 해당 법령은 콜로라도 개정 법령(C.R.S.)에 성문화되어 있다. 회기법은 콜로라도 회기법에 게재된다.
콜로라도주의 입법부는 많은 주와 달리 부지사에게 입법 권한(예: 동률 투표)을 부여하지 않는다는 점을 제외하면 다른 주와 유사하다.